# Łukasz Frąckiewicz
Łukasz Frąckiewicz (ur. 27 grudnia 1996) – polski koszykarz, występując na pozycji środkowego, od 2023 zawodnik Tauron GTK Gliwice.
14 października 2021 dołączył do Anwilu Włocławek. 13 czerwca 2023 został zawodnikiem Tauron GTK Gliwice.

## Osiągnięcia
Stan na 21 listopada 2023.

### Drużynowe
- Brązowy medalista mistrzostw Polski (2022)[3]
- Awans do TBL (2019)
- Mistrz Polski juniorów starszych (2016)
- Brązowy medalista mistrzostw Polski juniorów (2014)

### Indywidualne
- Zaliczony do I składu: 
  - kolejki EBL/OBL (9 – 2020/2021, 9 – 2023/2024)[4][5]
  - najlepszych zawodników II ligi grupy A (2016)[6]